# B Positive
B Positive è una serie televisiva statunitense trasmessa dal 5 novembre 2020 al 10 marzo 2022 sulla CBS creata da Marco Pennette e prodotta da Chuck Lorre.

## Trama
Drew è un padre appena divorziato, di professione terapista, che deve subire un trapianto di reni ed è alla ricerca di un donatore. A cambiare la sua vita sarà il fortunato incontro con Gina, una sua vecchia amica che si offre come donatrice.